# ソーダ石灰ガラス
ソーダ石灰ガラス（ソーダせっかいガラス、英: soda-lime glass）とはガラスの一種であり、現在最も広く利用されているものである。ソーダガラスなどとも呼ばれ、安価なことから板ガラス、ガラス瓶などに広く利用される。

## 概要
ソーダ石灰ガラスはケイ砂 (SiO2)、炭酸ナトリウム (Na2CO3)、炭酸カルシウム (CaCO3) を混合して融解することにより得られる。ケイ砂に炭酸ナトリウムを加えると融点が 1,000 ℃近くまで下がり加工が容易になるが、ケイ酸ナトリウムを生じ水溶性になる。炭酸カルシウムを加えることでこれを防いでいる。
ソーダ石灰ガラスは、ケイ素原子、酸素原子からなる正四面体構造が連なったケイ酸イオン中にナトリウムイオン (Na+)、カルシウムイオン (Ca2+) が入り込んだケイ酸塩の構造をとっている。ガラス転移点は 730 ℃で融点は約 1,000 ℃である。
ソーダ石灰ガラスの小片をガスバーナーの火炎中に入れるとナトリウム、カルシウムの混じった炎色反応がみられる。また、粉々にくだいて水に入れると微量の Na+、Ca2+ が溶け出し加水分解が起こり、わずかな塩基性を示す。